# Eröffnung (Schach)

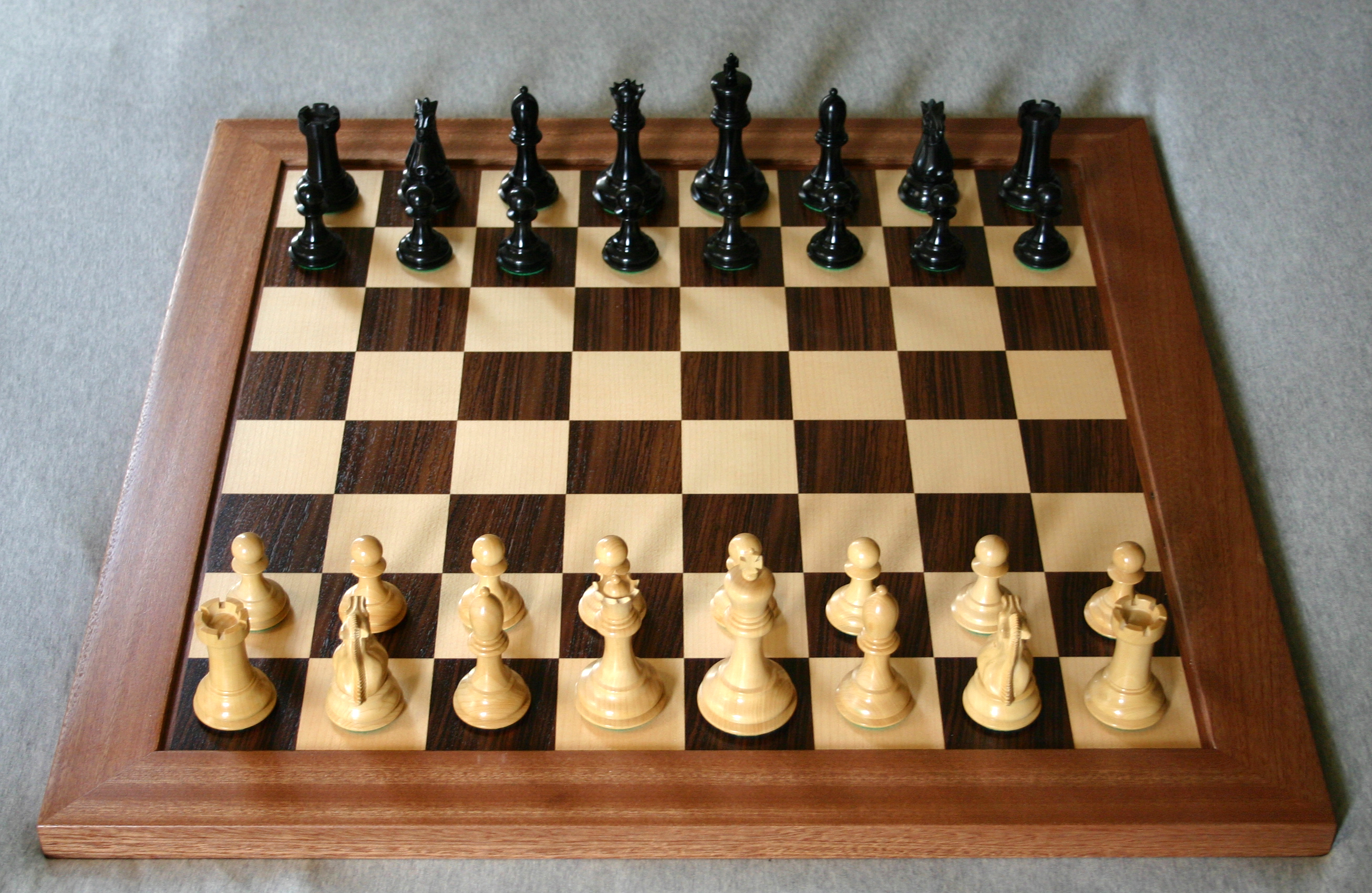
Anfangsstellung im Schach

Die Eröffnung ist die erste Phase einer Schachpartie. Sie umfasst etwa die ersten 15 Züge einer Partie und endet nach der Entwicklung der Figuren. An die Eröffnung schließt sich das Mittelspiel an. Je nachdem, welche Steine zuerst gezogen werden, spricht man von Offenen, Halboffenen, Geschlossenen oder Unregelmäßigen Spielen.

## Allgemeine Eröffnungsstrategie
Ziel der Eröffnung ist es für beide Seiten, die Figuren zu entwickeln, die Zentrumsfelder zu beherrschen und den König – durch die Rochade – in eine sichere Position zu bringen. Da Weiß als Anziehender dem Gegner jeweils einen Halbzug voraus ist, wird er versuchen, daraus einen Eröffnungsvorteil zu erzielen.
Die großen Schachlehrer wie Ruy López, Gioachino Greco, François-André Philidor, Siegbert Tarrasch, Aaron Nimzowitsch sowie die Schachweltmeister haben zur Eröffnungslehre beigetragen. Dadurch haben sich einige Prinzipien herauskristallisiert, die mehr oder weniger unabhängig vom gewählten Eröffnungssystem gelten. Diese „goldenen Regeln“ können als Orientierungshilfe dienen, wenn ein Spieler nicht über eine genaue Kenntnis der Variante verfügt:
1. Besetze falls möglich das Zentrum (die vier Felder in der Mitte des Schachbretts d4, d5, e4, e5) mit eigenen Bauern. Oder mache einen Zug, der auf das Zentrum einwirkt, z. B. 1. c4.
2. Entwickle in der Regel erst die Leichtfiguren, und zwar erst Springer, dann Läufer.
3. Sorge möglichst früh für eine sichere Positionierung des Königs durch die Rochade.
4. Ziehe jede Figur in der Eröffnung möglichst nur einmal.
5. Entwickle die Figuren so, dass sie ihre maximale Wirksamkeit erzielen (also beispielsweise Sb1–c3 und nicht Sb1–a3).
6. Bringe die Dame und die Türme nach der Entwicklung der Leichtfiguren und der Rochade ins Spiel.
7. Überlege Dir Bauernzüge besonders gut, weil Du sie nicht rückgängig machen kannst.

Diese Regeln gelten nicht absolut, es existieren zahlreiche Ausnahmen: In der häufig gespielten Skandinavischen Verteidigung zieht Schwarz seine Dame bereits im zweiten Zug und verstößt damit gegen das sechste der genannten Prinzipien. In der etwas selteneren Aljechin-Verteidigung wird der schwarze Königsspringer in der Eröffnungsphase gleich dreimal gezogen (Sg8–f6–d5–b6) – in Widerspruch zu Prinzip Nr. 4. In vielen „modernen“ Eröffnungssystemen schließlich verzichtet ein Spieler bewusst auf die Besetzung des Zentrums mit eigenen Bauern (Prinzip Nr. 1).
In Schachlehrbüchern wird darüber hinaus vor Fehlern (gelegentlich „Kardinalfehler“ genannt) gewarnt:
- das Ziehen von Randbauern
- das frühe Umherziehen der Dame
- das Herausziehen der Läufer vor die eigenen Zentrumsbauern, die dadurch blockiert werden.

Diese Eröffnungsfehler sowie der Verstoß gegen die Eröffnungsprinzipien haben häufig den Verlust eines oder mehrerer Tempi zur Folge. In der Brooklyn-Variante der Aljechin-Verteidigung (1. e4 Sf6 2. e5 Sg8) hat beispielsweise Schwarz zwei Tempi „verschenkt“, indem er nach zwei Springerzügen wieder die Grundstellung erreicht hat. Generell wird vor einem Tempoverlust in der Eröffnung gewarnt, wenn auch der Nachteil für Schwarz in der genannten Eröffnungsvariante verhältnismäßig gering ist.
Einen Sonderfall stellen Gambits dar. So werden Eröffnungen bezeichnet, bei denen ein Bauer (bzw. mehrere Bauern oder in manchen Fällen eine Leichtfigur) geopfert wird, um als Kompensation dafür einen Entwicklungsvorsprung oder einen positionellen Vorteil zu erhalten. Das Evans-Gambit (1. e4 e5 2. Sf3 Sc6 3. Lc4 Lc5 4. b4 Lxb4) opfert den weniger bedeutsamen b-Bauern und erhält dafür einen Tempo-Vorteil (Schwarz muss den Läufer zweimal, bzw. nach 5. c3 dreimal ziehen) und einen positionellen Vorteil (Der weiße Läufer steht auf c4 besser als der schwarze Läufer auf b4). Gambits werden von Amateuren nach wie vor häufig und gern gespielt. Unter Top-Großmeistern sind sie mit wenigen Ausnahmen (z. B. Marshall-Gambit) selten geworden, da die Verteidigungsstrategien in den meisten Gambit-Eröffnungen so gut erforscht sind, dass die Kompensation für den geopferten Bauern als oft nicht mehr ausreichend angesehen wird. Das Damengambit ist im eigentlichen Wortsinn kein Gambit, da der Mehrbauer von Schwarz im angenommenen Damengambit kaum zu halten ist.

## Spezielle Eröffnungen
Das Wort Eröffnung ist nicht nur die allgemeine Bezeichnung für den ersten Partieabschnitt, sondern auch für bestimmte Zugfolgen, die in der Praxis häufig gespielt werden und dadurch mit einem eigenen Namen bezeichnet werden. Diese Bezeichnungen sind historisch gewachsen und daher oft nicht einheitlich oder systematisch, haben sich aber als recht nützlich erwiesen. Sie leiten sich häufig von Stellungsmerkmalen her (z. B. Vierspringerspiel), vom Namen der Schachmeister, die sich um die Erforschung oder Etablierung einer bestimmten Eröffnung besonders verdient gemacht haben (z. B. Caro-Kann) oder von der Herkunft dieser Spieler (z. B. Spanische Partie, nach dem Spanier Ruy López de Segura, der im Englischen Sprachgebrauch namensgebend ist). Der Namensbestandteil Indisch (z. B. Damenindisch) verweist jedoch nicht auf das Land Indien, sondern lediglich auf die Tatsache, dass diese Eröffnungen bis ins 19. Jahrhundert als besonders fremd angesehen wurden. Wird der charakteristische Zug von Weiß ausgeführt, so heißt die Eröffnung oft „…-Angriff“ oder „…-Partie“ (z. B. Wiener Partie), wenn er von Schwarz gemacht wird, oft „… Verteidigung“ (z. B. Sizilianische Verteidigung), unabhängig davon, ob die Eröffnung eher offensiv oder defensiv ausgerichtet ist.
Viele Eröffnungen entstehen schon nach wenigen Zügen und verzweigen sich dann weiter in Eröffnungsvarianten. Oft tragen diese Varianten eigene Bezeichnungen (beispielsweise unterscheidet man bei der Sizilianischen Verteidigung die Drachenvariante, die Najdorf-Variante, die Taimanow-Variante und viele andere mehr). Wird eine dieser Varianten bei weitem bevorzugt, so nennt man sie die „Hauptvariante“ und die anderen dann die „Nebenvarianten“. In manchen Fällen ist eine Eröffnung weniger dadurch charakterisiert, welche Zugfolge genau gespielt wird, sondern durch die entstehenden Stellungstypen. Die einzelnen Varianten sind dann durch Zugumstellungen miteinander verknüpft. Dann spricht man eher von einem Eröffnungssystem. Durch Zugumstellungen können auch verschiedene Eröffnungen ineinander überführt werden. Beispielsweise gelangt man nach den Zügen 1. e4 c5 2. Sf3 e6 3. d4 d5 4. e5 Sc6 in der Sizilianischen Verteidigung zu einer Stellung, die eigentlich für die Französische Verteidigung charakteristisch ist.
Taucht in einer Partie zwischen namhaften Meistern ein Zug auf, der zuvor noch nicht in der Literatur beschrieben wurde, so spricht man von einer Neuerung (siehe unten).
Prinzipiell werden Eröffnungen in drei verschiedene Systeme eingeteilt, die nach den typischerweise entstehenden Bauernstrukturen benannt sind:
- Offene Spiele sind Eröffnungen, die mit 1. e2–e4 e7–e5 beginnen (beispielsweise Spanische Partie). Sie haben die Tendenz, zu frühen Linienöffnungen zu führen.
- Halboffene Spiele beginnen mit 1. e2–e4, Schwarz antwortet aber nicht e7–e5 (beispielsweise Französisch).
- In Geschlossenen Spielen wird nicht 1. e2–e4 gespielt, sondern meist 1. d2–d4 (beispielsweise Damengambit), 1. Sg1–f3 oder 1. c2–c4 Bei diesen Systemen sind frühe Linienöffnungen selten.
- Als Unregelmäßig gelten Eröffnungszüge, die sich nicht in diese drei Kategorien einordnen lassen, nur selten gespielt werden und vergleichsweise wenig analysiert sind, z. B. die Orang-Utan-Eröffnung (Sokolski-Eröffnung) mit 1. b2–b4.

Die Begriffe sind nur in einem sehr allgemeinen Sinne zu verstehen und kennen Ausnahmen: Bei den „Offenen“ Spielen gibt es in fast jeder Eröffnung auch ruhige, positionelle Abspiele mit geschlossener Bauernstruktur. Auf der anderen Seite gibt es auch bei den „Geschlossenen“ Spielen scharfe Fortsetzungen mit beweglichen Figuren in offenem Schlagabtausch. In allen drei Gruppen finden sich Gambit-Eröffnungen; besonders zahlreich sind diese unter den Offenen Spielen. Außerdem ist die Einteilung international nicht einheitlich. Beispielsweise wird in der englischsprachigen Literatur zwischen „closed games“ und „semi-closed games“ unterschieden.
Neben den traditionellen Bezeichnungen der Eröffnungen gibt es inzwischen eine systematische Katalogisierung aller Eröffnungsvarianten, den ECO-Schlüssel. Einen Kompromiss aus beidem stellt der NIC-Key dar.
Als Eröffnungsfalle wird eine Zugfolge bezeichnet, mit der ein Spieler seinen Gegner zu einem Fehler verleiten möchte. Oft erweist sich eine solche Zugfolge nur gegen unerfahrene Spieler als wirksam und gerät bei fehlerfreiem Spiel des Gegners zum eigenen Nachteil. Man sagt: Die Variante wird vom Gegner „widerlegt“. Es gibt wiederkehrende Motive in diesen Fallen. Viele machen sich zunutze, dass die Felder f2 beziehungsweise f7 Schwächen in der Grundstellung darstellen. Vor der Rochade werden diese Felder nur vom jeweiligen König verteidigt. Eine gedeckte Angriffsfigur, die auf dieses Feld eindringt, kann einen Mattangriff bewirken (beispielsweise im Seekadettenmatt) oder (im Falle eines Springers) eine Gabel gegen Turm und Dame aufbauen. Andere Eröffnungsfallen nutzen eine frühe Öffnung der e-Linie für Schachgebote oder Fesselungen aus.

## Beispiele für bekannte Eröffnungen
| Kategorie                 | Name                      | Anfangszüge (häufige Fortsetzung)                       | ECO-Schlüssel |
| ------------------------- | ------------------------- | ------------------------------------------------------- | ------------- |
| Offene Spiele             | Italienisch               | 1. e2–e4 e7–e5 2. Sg1–f3 Sb8–c6 3. Lf1–c4 (3. … Lf8–c5) | C50–C54       |
| Offene Spiele             | Spanisch                  | 1. e2–e4 e7–e5 2. Sg1–f3 Sb8–c6 3. Lf1–b5               | C60–C99       |
| Offene Spiele             | Schottisch                | 1. e2–e4 e7–e5 2. Sg1–f3 Sb8–c6 3. d2–d4                | C45           |
| Offene Spiele             | Philidor-Verteidigung     | 1. e2–e4 e7–e5 2. Sg1–f3 d7–d6                          | C41           |
| Offene Spiele             | Russische Verteidigung    | 1. e2–e4 e7–e5 2. Sg1–f3 Sg8–f6                         | C42–C43       |
| Offene Spiele             | Läuferspiel               | 1. e2–e4 e7–e5 2. Lf1–c4                                | C23–C24       |
| Offene Spiele             | Königsgambit              | 1. e2–e4 e7–e5 2. f2–f4                                 | C30–C39       |
| Offene Spiele             | Wiener Partie             | 1. e2–e4 e7–e5 2. Sb1–c3                                | C25–C29       |
| Halboffene Spiele         | Französisch               | 1. e2–e4 e7–e6 (2. d2–d4 d7–d5)                         | C00–C19       |
| Halboffene Spiele         | Caro-Kann                 | 1. e2–e4 c7–c6 (2. d2–d4 d7–d5)                         | B10–B19       |
| Halboffene Spiele         | Sizilianisch              | 1. e2–e4 c7–c5                                          | B20–B99       |
| Halboffene Spiele         | Pirc-Ufimzew-Verteidigung | 1. e2–e4 d7–d6                                          | B07–B09       |
| Halboffene Spiele         | Moderne Verteidigung      | 1. e2–e4 g7–g6                                          | B06           |
| Halboffene Spiele         | Aljechin-Verteidigung     | 1. e2–e4 Sg8–f6                                         | B02–B05       |
| Halboffene Spiele         | Skandinavisch             | 1. e2–e4 d7–d5                                          | B01           |
| Geschlossene Spiele       | Abgelehntes Damengambit   | 1. d2–d4 d7–d5 2. c2–c4 e7–e6                           | D30–D39       |
| Geschlossene Spiele       | Angenommenes Damengambit  | 1. d2–d4 d7–d5 2. c2–c4 d5xc4                           | D20–D29       |
| Geschlossene Spiele       | Slawische Verteidigung    | 1. d2–d4 d7–d5 2. c2–c4 c7–c6                           | D10–D19       |
| Geschlossene Spiele       | Nimzowitsch-Indisch       | 1. d2–d4 Sg8–f6 2. c2–c4 e7–e6 3. Sb1–c3 Lf8–b4         | E20–E59       |
| Geschlossene Spiele       | Damenindisch              | 1. d2–d4 Sg8–f6 2. c2–c4 e7–e6 3. Sg1–f3 b7–b6          | E11–E19       |
| Geschlossene Spiele       | Königsindisch             | 1. d2–d4 Sg8–f6 2. c2–c4 g7–g6 nebst … d7–d6            | E60–E99       |
| Geschlossene Spiele       | Grünfeld-Indisch          | 1. d2–d4 Sg8–f6 2. c2–c4 g7–g6 nebst … d7–d5            | D80–D99       |
| Geschlossene Spiele       | Benoni-Verteidigung       | 1. d2–d4 Sg8–f6 2. c2–c4 c7–c5 3. d4–d5 e7–e6           | A60–A69       |
| Geschlossene Spiele       | Holländisch               | 1. d2–d4 f7–f5                                          | A80–A99       |
| Geschlossene Spiele       | Englisch                  | 1. c2–c4 (1. … e7–e5 oder Sg8–f6 oder c7–c5)            | A10–A39       |
| Geschlossene Spiele       | Réti-Eröffnung            | 1. Sg1–f3 d7–d5 2. c2–c4                                | A04–A09       |
| Unregelmäßige Eröffnungen | Orang-Utan-Eröffnung      | 1. b2–b4                                                | A00           |
| Unregelmäßige Eröffnungen | Königsfianchetto          | 1. g2–g3                                                | A00           |
| Unregelmäßige Eröffnungen | Larsen-Eröffnung          | 1. b2–b3                                                | A01           |
| Unregelmäßige Eröffnungen | Bird-Eröffnung            | 1. f2–f4                                                | A02–A03       |

## Die Geschichte der Schacheröffnung
Die Geschichte der Schacheröffnungen beginnt mit dem allgemein als ältester Schachversion betrachteten Chaturanga. Bei diesem Spiel waren die Zugmöglichkeiten der Figuren derart eingeschränkt, dass bis zum Aufeinandertreffen feindlicher Figuren viele Züge vergingen. Chaturanga entwickelte sich weiter zu Schatrandsch, dem Vorläufer des modernen europäischen Schachspiels. Für dieses Spiel wurden zur Beschleunigung des Spielanfangs Tabijen entwickelt, d. h. aus über festgelegte Zugfolgen erreichten Endpositionen entstanden Aufstellungsvarianten, von denen aus die eigentliche Partie begann.
Vom 15. Jahrhundert bis zur Mitte des 16. Jahrhunderts erhielt das Schachspiel seine heute gültigen Spielregeln und es erschienen die ersten Schachbücher der führenden Spieler dieser Zeit. Das Buch Repeticion de Amores e Arte de Axedres con CL Juegos de Partido von Luis Ramírez Lucena, die Göttinger Handschrift, Questo libro e da imparare giocare a scachi et de le partite von Pedro Damiano und Libro de la invención liberal y arte del juego del Axedrez von Ruy López de Segura enthalten Eröffnungsvarianten nach den neuen Spielregeln.
Die in den ersten Schachbüchern beschriebenen Varianten zählen mehrheitlich zu den offenen Spielen, die bis ins 19. Jahrhundert die mit Abstand meistgespielten Eröffnungen waren. Im 19. Jahrhundert begann mit dem Handbuch des Schachspiels die Systematisierung der Schacheröffnungen und mit Arbeiten führender Schachmeister wie der Berliner Schule ihre gezielte Erforschung. In dieser Zeit entstand die Mehrzahl der halboffenen Spiele, welche vor allem im 20. Jahrhundert große Popularität erlangten. Mit dem Übergang zum von Wilhelm Steinitz propagierten und Siegbert Tarrasch weiterentwickelten strategisch-positionellen Schach gewannen im späten 19. Jahrhunderts die geschlossenen Spiele und hier vor allem die Eröffnungen mit 1. d2–d4 d7–d5 an Bedeutung.
Im frühen 20. Jahrhundert entwickelte die von Aaron Nimzowitsch geprägte Hypermoderne Schule das Konzept, das Zentrum zunächst mit Figuren zu kontrollieren und Züge der Mittelbauern ins Zentrum später folgen zu lassen. Dadurch gewannen unter den geschlossenen Spielen die Eröffnungen ohne frühe Züge der Mittelbauern, vor allem die Indischen Eröffnungen enorme Popularität.
In der modernen Turnierpraxis ist ein fundiertes Eröffnungsstudium unabdingbar für den sportlichen Erfolg. Seit der Einführung des Schachinformators 1966, digitalen Eröffnungsdatenbanken und der Verfügbarkeit von Turnierpartien im Internet erfahren Eröffnungsneuerungen eine immer schnellere Verbreitung unter den Schachspielern. Zudem stehen seit den 1990er Jahren allen Schachspielern leistungsfähige Schachcomputer und Schachprogramme als Unterstützung bei der Eröffnungsanalyse zur Verfügung, so dass es immer schwieriger wird, seinen Gegner mit einer kreativen Variante zu überraschen. Dadurch kristallisieren sich bestimmte Spielsysteme heraus, die als besonders vielversprechend gelten und keine offensichtlichen Schwächen mit sich bringen. Dennoch kommt es auch in jüngerer Zeit vor, dass sich die Popularität einzelner Varianten im Spitzenschach erheblich verändert. Als Wladimir Kramnik bei der Schachweltmeisterschaft 2000 mit Schwarz die Berliner Variante der Spanischen Partie erfolgreich gegen den als nahezu unbesiegbar geltenden Garri Kasparow einsetzte, trug dies wesentlich dazu bei, dass die altbekannte Eröffnungsvariante plötzlich wieder häufiger im Spitzenschach anzutreffen war und bis heute zum Repertoire der meisten Topspieler gehört.
Dass das Eröffnungswissen inzwischen so enorm angewachsen ist und viele Varianten bis weit ins Mittelspiel durchanalysiert sind, wird zunehmend auch kritisch bewertet. Bobby Fischer machte daher den Vorschlag, die Grundstellung der Figuren auszulosen. Diese Variante des Schachs, Fischer-Random-Schach, erfreut sich vor allem im Internet wachsender Beliebtheit.

## Eröffnungsliteratur
Die erste umfassende Darstellung der Schacheröffnungen nahm Paul Rudolph von Bilguer, Mitbegründer der Berliner Schule, 1843 in seinem Handbuch des Schachspiels vor. Im 20. Jahrhundert sind u. a. Max Euwe, Paul Keres, Luděk Pachman, Alexei Suetin und Rolf Schwarz als Autoren von Eröffnungsbüchern hervorgetreten. Meistens wird versucht, die Grundideen einer Eröffnung anhand von Meisterpartien darzustellen. Es gibt auch Werke, die sich auf die Auflistung und Bewertung von Varianten beschränken (z. B. die Enzyklopädie der Schacheröffnungen). In diesem Zusammenhang ist der gebräuchliche Begriff Theorie oder Stand der Theorie irreführend. Es handelt sich dabei um Erfahrungswissen aus Meisterpartien und um veröffentlichte Eröffnungsanalysen.
In der Regel werden in Eröffnungsbüchern die Hauptvarianten einer Eröffnung – das sind die am meisten gespielten Varianten, meist auch die als beste Züge anerkannten Varianten – ausführlich besprochen. Nebenvarianten – selten gespielte Züge, in der Regel schwächere Züge – werden aufgeführt, aber weniger ausführlich behandelt. Heute haben die Eröffnungsbücher etwas an Bedeutung verloren. Die Eröffnungen werden in umfangreichen Schachdatenbanken dargestellt.
Schachprogramme verfügen über ein so genanntes Eröffnungsbuch, in dem gängige Eröffnungsvarianten abgespeichert sind, um dem Computer in der Eröffnungsphase einen Vorteil zu verschaffen oder zumindest Bedenkzeit einzusparen.

## Eröffnungsneuerung
Als Neuerung oder theoretische Neuerung bezeichnet man die Anwendung eines vorher nicht gespielten Zuges in einer Schacheröffnung. Diese meist als Vorbereitung auf große Turniere geheim gehaltenen Varianten finden große Aufmerksamkeit in der Schachpresse. In Veröffentlichungen wie dem Schachinformator werden sie besonders gekennzeichnet. Schon die Tarrasch-Falle zeigte das Ausmaß notwendiger Vorbereitung für eine gelungene Neuerung. Bedeutende Neuerungen führen oft zu eigenständigen Eröffnungssystemen, zum Beispiel Polugajewski-Variante oder Sweschnikow-Variante. Der langfristige Wert einer Neuerung wird erst in der dauernden praktischen Erprobung festgestellt.
Beispiel
Ein bekanntes Beispiel für eine missglückte Neuerung ist die Göteborger Variante. Im Interzonenturnier Göteborg 1955 bereiteten die argentinischen Spieler Miguel Najdorf, Oscar Panno und Herman Pilnik für Schwarz eine Neuerung im 9. Zug in der Najdorf-Variante der Sizilianischen Verteidigung vor.
Nach 1. e4 c5 2. Sf3 d6 3. d4 cxd4 4. Sxd4 Sf6 5. Sc3 a6 6. Lg5 e6 7. f4 Le7 8. Df3 h6 9. Lh4 geschah 9. … g5. Dieser neue Zug kam fast gleichzeitig in drei Partien auf das Brett. Allerdings gewannen die sowjetischen Spieler Geller, Keres und Spasski ihre Partien nach 10. fxg5 Sfd7 11. Sxe6. Daraufhin erschien die Göteborger Variante für Schwarz nicht mehr spielbar. 1958 aber rehabilitierte Bobby Fischer die Variante beim nächsten Interzonenturnier: In Portorož brachte er in seiner Partie gegen Gligorić wiederum eine Neuerung im 13. Zug und hielt diese Partie remis.

## Häufigster Anfangszug
Am häufigsten beginnt Weiß mit e2–e4. Dieser Zug wurde bis ins 20. Jahrhundert oft als einzig vernünftiger Anfangszug angesehen. Rauser formulierte „1. e4 und Weiß gewinnt“. Vorsichtiger drückte das Fischer aus: „Ich weiß nicht, was Gott gegen mich auf 1. e4 antworten würde.“ Da der Zug e2–e4 das Entwicklungsprinzip am meisten betont, wird er für Lernende empfohlen.
| Züge                  | 1800–1900     | 1901–1935     | 1935–1998     |
| Offene Spiele         | Offene Spiele | Offene Spiele | Offene Spiele |
| --------------------- | ------------- | ------------- | ------------- |
| 1. e2–e4 e7–e5        | 64 %          | 31 %          | 15 %          |
| Halboffene Spiele     |               |               |               |
| 1. e2–e4 (ohne e7–e5) | 23 %          | 20 %          | 35 %          |
| Geschlossene Spiele   |               |               |               |
| 1. d2–d4 d7–d5        | 10 %          | 28 %          | 15 %          |
| 1. d2–d4 (ohne d7–d5) | 3 %           | 16 %          | 23 %          |
| Sonstige              | 3 %           | 5 %           | 12 %          |

Diese Statistik zeigt die Abkehr von symmetrischer Verteidigung zu asymmetrischen Eröffnungen. So wurden im 19. Jahrhundert noch mehr als die Hälfte der Partien mit 1. e2–e4 e7–e5 begonnen. Insbesondere haben sich als Antwort auf 1. e2–e4 die Sizilianische (1. … c7–c5) und die Französische (1. … e7–e6) Verteidigung etabliert. Auf 1. d2–d4 werden mehr Indische Varianten (1. … Sg8–f6) gespielt. Bei starken Spielern ist auch die Englische Eröffnung (1. c2–c4) beliebter geworden.

## Belege
1. 1 2  Die Aufzählung folgt dem einführenden Schachbuch Schach – Einführung, Taktik, Musterspiele (Buch und Zeit Verlag, 1987, ISBN 3816691102), das sich seinerseits auf Theo Schuster: Schacheröffnungen beruft.
2. ↑  In dem Buch Schach-Phänomen Bobby Fischer (Copress-Verlag) beschreibt Aleksander Pasternjak ausführlich die Geschichte dieser Göteborger Variante (Seite 11 ff).
3. ↑  John Watson: Secrets of modern chess strategy. Part 2: New ideas and the modern revolution. Gambit Publications, London 1998, ISBN 1-901983-07-2, S. 93.